# إرنست الأول (دوق براونشفايغ-لونيبورغ)
إرنست من براونشفايغ-لونيبورغ (بالألمانية: Ernst der Bekenner؛ 27 يونيو 1497 - 11 يناير 1546)؛ يُطلق عليه أيضًا في كثير من الأحيان بـ إرنست المعترف، كان دوق براونشفايغ-لونيبورغ باعتباره أمير لونيبورغ، وأيضا كان من أهم المدافعين عن القضية البروتستانتية خلال السنوات الأولى من الإصلاح البروتستانتي، بحيث حكم تقسيم لونيبورغ-تسيله التابعة لدوقية براونشفايغ-لونيبورغ تحت حكم أسرة فلف، حكم الأراضي منذ عام 1520 حتى وفاته.

## السيرة الذاتية
في 27 يونيو 1497 ولد إرنست في أويلتسن باعتباره عضو في أسرة فلف، بحيث أنه والده هاينريش الأول أمير لونبورغ ووالدته مارغريت شقيقة فريدرش الحكيم ناخب ساكسونيا وراعي مارتن لوثر، أصبح إرنست دوق براونشفايغ لونيبورغ بعد تقاعد شقيقه أوتو عام 1527، تزوج إرنست من صوفي من مكلنبورغ-شفيرين.
تزامنت حياته مع الإصلاح البروتستانتي بحيث في عام 1512 تم إرساله إلى بلاط خاله في فيتنبرغ ، ناخب فتين فريدرش الثالث (فريدرش الحكيم)؛ وأيضا كان إحدى طلبة غيورغ سبالاتين في جامعة فيتنبرغ، ومع بداية الإصلاح البروتستانتي كان في فيتنبرغ.
في عام 1520 أقنعت الاحتكاكات السياسية مع الإمبراطور شارلكان ووالده هاينريش الأول بالتنازل عن العرش والتوجه إلى البلاط الفرنسي الذي كان كاثوليكيًا متحمسًا، وبذلك أصبح ابنيه أوتو وإرنست، أوصياء على ممتلكاته، لاحقاً وبطلب من القوات الكاثوليكية عاد هاينريش إلى لونيبورغ عام 1527، وحاول استعادة السيطرة ولكن محاولة هاينريش باءت بالفشل وعاد إلى فرنسا، سُمح له لاحقاً بالعودة في عام 1530 ليقضي أيامه الأخيرة في المنزل الأميري في لونيبورغ الذي قدمه له ابنه الأكبر.
نجح شقيقه الأكبر أوتو (24 أغسطس 1495 - 11 أغسطس 1549)؛ والذي تلقى تعليمه أيضًا مع إخوته في فيتنبرغ، في إرتقاء إلى منصب دوق براونشفايغ-لونيبورغ؛ وباعتباره أيضًا أمير لونيبورغ منذ 1520 إحى 1527 ثم بارون هاربورغ منذ 1527 حتى 1549، فيما يبدو أن أوتو وإرنست حكما معًا بين عامي 1520 حتى 1527، ولكن مع تقاعد أوتو، أصبح إرنست الحاكم الوحيد الذي تكن حالة ممتلكاته مزدهرة، وغارقة بالديون.

### مقدمة الإصلاح في براونشفايغ-لونيبورغ
عززت الاعتبارات السياسية إلى إدخال الإصلاح بين عامة الناس أتاح الفرصة لتقييد امتيازات النبلاء ورجال الدين، من وجهة نظر النبلاء أتاح الإصلاح فرصة الاستفادة من ممتلكات الكنيسة والأديرة، يعتبر إحدى رواد الإصلاح في لونيبورغ هو فولف سايكلوب وهو طبيب من تسفيكاو والذي اعتبر إحدى رسل تسفيكاو بحيث تبعه المعتدلون أمثال غوتشالك كروز وهاينريش بوك وماتيوس ميلو .
كان إرنست يميل نحو التحرك ببطء، ولكن بحلول عام 1525 أتاحت له حرب الفلاحين الألمانية الفرصة للانضمام إلى أخيه في مطالبة الأديرة بالإعلان عن ممتلكاتهم ومطالبتهم بقبول الدعاة البروتستانت، وكما وعد إرنست خاله ناخب ساكسونيا بالوقوف إلى جانب القضية البروتستانتية، وبعد فشل محاولة أنصار الكاثوليك حول إعادة والده إلى منصبه في عام 1527 أصبح مساره محسوماً عندما خلفه في منصب الدوق.
وفي يوليو 1527 تم اعتماد أول كتاب الانضباط الذي وضعه خطباء بلاطه، وفي اجتماع في أغسطس من نفس العام صدر أمر بتبشير، وبين عامي 1527 و1530 تم إدخال الدعاة اللوثريين في معظم الأبرشيات والأديرة - وليس في جميع الحالات دون إكراه، وفي 1530 كان حاضراً في أوغسبورغ عام 1530 ووقع على الاقرار، قام المصلح أوربانوس ريغيوس الذي عمل على نشر الإصلاح وأدخلها إلى مدينة لونيبورغ، وأخيراً قبل أكبر وأغنى دير في البلاد، دير القديس ميخائيل في لونبورغ بإدخال النظام الجديد بعد وفاة رئيس الدير بولدوين في عام 1532، توفي ريغيوس في عام 1541 وخلفه مارتن أوندرمارك الذي أكمل عمل الأول.
بشكل عام كان الدعاة على استعداد جيد للدين المُصلَح، بينما تمسك الناس بالدين القديم ولم يتكيفوا مع الجديد إلا تدريجيًا، خلال حرب شمالكالدي ظلت زمرة الأكبر وفية لإنجيل، وبعد عام 1530 أصبح إرنست الأمير الأكثر نفوذًا في شمال ألمانيا، بحيث أرسل ريغيوس نحو هانوفر عندما هدد الإصلاح هناك بالتحول إلى ثورة واستعادة النظام، وفي مدن وستفاليا قام بتعزيز أنصار البروتستانتي ضد كل من الروم الكاثوليك والمتحمسين، على الرغم من أن جهوده كانت بلا جدوى في مونستر، وأيضا كان تأثيره محسوسًا أيضًا في بوميرانيا ومكلنبورغ وفي هويا وفي فريزلاند الشرقية .

### الرابطة الشمالكالدي
ربما تم إنجاز عمل إرنست الأكثر فاعلية من خلال نشاطه المضطرب في الرابطة، لقد حث العديد من مدن شمال ألمانيا هامبورغ وبريمن وبراونشفايغ وغوتنغن، وغيرها على الانضمام، وكثيرًا ما أصبح الوسيط الناجح عندما تم التهديد بالقطيعة بين ناخب ساكسونيا المحترس والحذر ولاندغراف هسن فيليب هيسن العنيد، في حين أن إرنست استخدم أحيانًا إجراءات قاسية لتحقيق إرادته، وكان مدفوعًا بالرغبة في رفع مكانته كحاكم وكذلك بدوافع عليا، إلا أنه على العموم كان يخدم الجميع،
ومع وفاته كان أبناؤه الأربعة لا يزالون قاصرين، لكن الكنيسة البروتستانتية في لونيبورغ أصبحت راسخة جدًا لدرجة أنها تمكنت من النجاة أثناء فترات الاضطراب وأيام المظلمة التي خلفت بعد هزيمة في حرب الشمالكالدي، وحتى يومنا هذا تحمل حياة كنيسة لونيبورغ الطابع الشخصي التي أعجب بها إرنست، لذلك أصبح يسمى الآن إرنست المعترف.

## الذرية

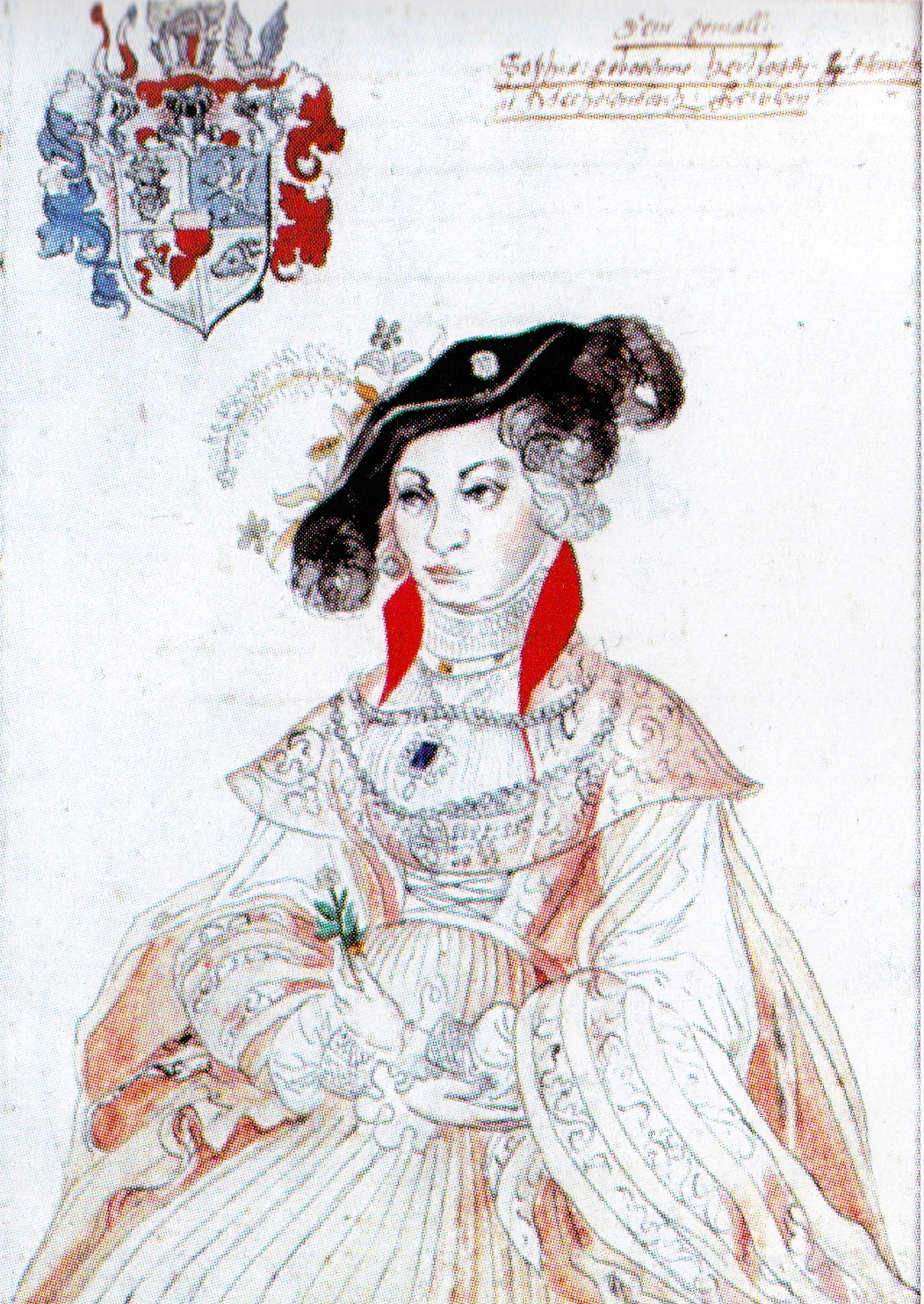
زوجته صوفي من مكلنبورغ-شفيرين.

في 2 يونيو 1528 بـ شفيرين تزوج إرنست من صوفي ابنة هاينريش الخامس دوق مكلنبورغ وأورسولا من براندنبورغ، هي ابنة خال يوهان فريدرش الأول ناخب ساكسونيا، وأنجبت له:
- فرانتس أوتو دوق براونشفايغ-لونيبورغ (1530–1559)؛ تزوج من إليزابيث ماغدالينه ابنة يواكيم الثاني هيكتور ناخب براندنبورغ، ليس لديه أبناء.
- فريدرش (1532–1553)
- هاينريش دوق براونشفايغ-داننبرغ (1533-1598)؛ تزوج من أورسولا من ساكس-لاونبورغ ابنة شقيق دوروثيا ملكة الدنمارك-النرويج، لهم ذرية، فهما سلف آل فولفنبوتل الأخيرة.
- مارغريت (1534–1596)، تزوجت من يوهان كونت مانسفيلد-هينتروت، لهم ذرية.
- فيلهلم دوق براونشفايغ-لونيبورغ (1535–1592)؛ تزوج من دوروثيا ابنة كريستيان الثالث ملك الدنمارك-النرويج والملكة دوروثيا، لهم ذرية، فهما سلف آل هانوفر.
- أورسولا (1536-1538).
- كاثرين (1537-1540)
- إليزابيث أورسولا (1539–1586)؛ تزوجت من أوتو الرابع كونت شاومبورغ، لهم ذرية.
- ماغدالينه صوفيا (1540–1586)؛ تزوجت من أرنولد، كونت بنتهايم-شتاينفورت، ليس لديهم أبناء.
- صوفي (1541–1631)؛ تزوجت من بوبو الثامن عشر، كونت هينيبيرغ-شلويزينغن، ليس لديهم ذرية.